# Minimum (manga)
Pour les articles homonymes, voir Minimum.
Minimum (ミニマム, Minimamu) est un seinen manga de Maya Miyazaki, prépublié dans le Monthly Young Magazine et publié par l'éditeur Kōdansha en sept volumes reliés sortis entre octobre 2010 et décembre 2015. La version française, publiée par Glénat Manga en sept tomes sortis entre mars 2014 et octobre 2016, inaugure la collection « Erotic » de l'éditeur.

## Liste des volumes
| no | Japonais        | Japonais          | Français         | Français          |
| no | Date de sortie  | ISBN              | Date de sortie   | ISBN              |
| -- | --------------- | ----------------- | ---------------- | ----------------- |
| 1  | 20 octobre 2010 | 978-4-06-361953-9 | 19 mars 2014     | 978-2-344-00007-6 |
| 2  | 20 juillet 2011 | 978-4-06-382054-6 | 25 juin 2014     | 978-2-344-00047-2 |
| 3  | 7 mai 2012      | 978-4-06-382175-8 | 20 août 2014     | 978-2-344-00048-9 |
| 4  | 5 avril 2013    | 978-4-06-382284-7 | 15 octobre 2014  | 978-2-344-00430-2 |
| 5  | 6 mars 2014     | 978-4-06-382436-0 | 18 février 2015  | 978-2-344-00615-3 |
| 6  | 19 mars 2015    | 978-4-06-382586-2 | 18 novembre 2015 | 978-2-344-00943-7 |
| 7  | 4 décembre 2015 | 978-4-06-382716-3 | 5 octobre 2016   | 978-2-344-01746-3 |